# Protapanteles muesebecki
Protapanteles muesebecki är en stekelart som först beskrevs av Blanchard 1947.  Protapanteles muesebecki ingår i släktet Protapanteles och familjen bracksteklar. Inga underarter finns listade i Catalogue of Life.